# Matthew Mitcham
Matthew Mitcham (n. 2 martie 1988, Brisbane, Queensland, Australia) este un săritor în apă ce a reprezentat Australia, medaliat olimpic. A participat la 2 ediții ale Jocurilor Olimpice (2008, 2012) în care a câștigat o medalie de aur.